# 广胜下寺
广胜下寺是一座佛教寺院，位于山西省臨汾市洪洞县县城东北17公里广胜寺镇，坐落山脚，面临霍泉，毗邻水神庙。

## 历史
广胜下寺创建于元至元二十年（1283年）。元大德七年（1303年）河东大地震中寺院全部被毁，此后重建。1961年列入第一批全国重点文物保护单位。

## 建筑
寺院包括山门（天王殿）、前佛殿、大佛殿以及两侧的钟鼓楼、配殿、垛殿。山门面阔三间、歇山顶。前佛殿面阔五间、进深六椽、悬山顶，体量较大。两旁为十字歇山顶的小型钟鼓楼。大佛殿重建于元至大二年（1309年），面阔七间、进深八椽、悬山顶，体量庞大。1929年重修，所用费用来自出售寺内元代壁画所得银洋一千六百元。广胜下寺壁画现藏于納爾遜-阿特金斯藝術博物館、大都会博物馆、	宾夕法尼亚大学考古学及古人类学博物馆等多家博物馆。